# Sainte-Livrade-sur-Lot
 Sainte-Livrade-sur-Lot  là một xã của tỉnh Lot-et-Garonne, thuộc vùng Aquitaine, tây nam nước Pháp.
Năm 1956 sau khi Pháp thất trận ở Điện Biên Phủ và phải rút khỏi Đông Pháp, khoảng 1000 người gốc Việt mang Pháp tịch được hồi hương sang Pháp và chuyển đến định cư tại Sainte-Livrade.
Qua mấy thập kỷ cộng đồng người gốc Việt dần hội nhập vào xã hội Pháp và khu trại cũ sẽ bị phá đi vào cuối năm 2014, nhường chỗ cho công trình mới của thị xã. Một số người hoài cổ đã vận động để giữ lại một góc trại như để lưu lại ít nhiều dấu chân của cha ông từ Đông Dương sang Pháp lập nghiệp.